# Proyecto de provincia de Patagonia
La Provincia de Patagonia fue un fallido intento de provincializar el extremo sur de la República Argentina en 1955. Correspondía a las actuales provincias de Santa Cruz y Tierra del Fuego, Antártida e Islas del Atlántico Sur

## Leyes
Durante el gobierno del presidente Juan Domingo Perón, el 28 de junio de 1955, por la ley N.º 14.408 se provincializaron los territorios nacionales y se anuló la Zona Militar de Comodoro Rivadavia, creándose una provincia que incluyó el sector al sur del paralelo 46° S y al norte de la vaguada (o talweg) de los ríos Pinturas y Deseado, la Gobernación Marítima de Tierra del Fuego y el Territorio Nacional de Santa Cruz:

Se constituirá otra provincia, limitada al norte por el paralelo 46ºS; al Este, por el Océano Atlántico; al Oeste, por la línea divisoria con la República de Chile, y al Sur, con el Polo, comprendidos Tierra del Fuego, islas del Sur Atlántico y sector antártico argentino.

Por decreto N.º 11.429 del 20 de julio de 1955 se le dio el nombre de Provincia de Patagonia, "hasta tanto se pronuncien las correspondientes convenciones constituyentes".
Durante el gobierno de Pedro Eugenio Aramburu, mediante decreto-ley N.º 21.178 del 22 de noviembre de 1956, se modificó la ley N.º 14.408, anulándose la creación de la Provincia de Patagonia y creándose la Provincia de Santa Cruz:

Se constituirá otra provincia, limitada al norte por el paralelo 46º; al este por el Océano Atlántico; al oeste, por la línea divisoria hasta Punta Dúngenes. La provincia se denominará Santa Cruz y tendrá por capital provisional a la ciudad de Río Gallegos hasta tanto su convención constituyente decida en definitiva.

El 28 de febrero de 1957 el decreto-ley N.º 2.191 restableció el Territorio nacional de la Tierra del Fuego, Antártida e Islas del Atlántico Sur, fijando sus límites:

La parte oriental de la isla Grande y demás islas del archipiélago de la Tierra del Fuego e Islas de los Estados y Año Nuevo, conforme a los límites fijados por el tratado del 23 de julio de 1881, las Islas Malvinas, las Islas Georgias del Sur, las Islas Sandwich del Sur y el sector Antártico Argentino comprendido entre los meridianos 25 Oeste y 74 Oeste y el paralelo 60º Sur.